# Faverois
Faverois (deutsch früher Faverach) ist eine französische Gemeinde im Département Territoire de Belfort in der Region Bourgogne-Franche-Comté.

## Geographie
Faverois liegt auf 380 m über dem Meer, drei Kilometer nordöstlich von Delle und etwa 18 Kilometer südöstlich der Stadt Belfort (Luftlinie). Das Dorf erstreckt sich leicht erhöht am nördlichen Talrand der Coeuvatte, im Übergangsbereich des Flachlands der Burgundischen Pforte zu den nördlichen Ausläufern des Juras, nahe der Grenze zur Schweiz.
Die Fläche des 6,50 km² großen Gemeindegebiets umfasst einen Abschnitt der leicht gewellten Landschaft im Bereich der Burgundischen Pforte (Trouée de Belfort). Der südliche Teil des Gebietes wird in Ost-West-Richtung von der rund 500 m breiten Talniederung der Coeuvatte durchquert, welche für die Entwässerung zur Allaine sorgt. Flankiert wird das Tal im Süden vom Plateau von Saint-André (bis 405 m). Nach Norden erstreckt sich das Gemeindeareal in das Tälchen des Dorfbachs von Faverois und auf die angrenzenden Plateaus, die mit 406 m in der höchsten Erhebung der Gemeinde gipfeln. Dieses durchschnittlich auf 400 m liegende Plateau ist teils mit Acker- und Wiesland, teils mit Wald (insbesondere der Grand Bois) bedeckt. In Muldenlagen wie auch im Tal der Coeuvatte befinden sich zahlreiche Weiher, die für die Fischzucht angelegt wurden.
Nachbargemeinden von Faverois sind Boron im Norden, Florimont im Osten und Süden sowie Delle und Joncherey im Westen.

## Geschichte
Während der Römerzeit durchquerte der wichtige Verkehrsweg von Epomanduodurum (Mandeure) nach Augusta Raurica das Gemeindegebiet. 728 schenkte Graf Eberhard von Elsass das westlich des Dorfbachs gelegene Gebiet dem Kloster Murbach, was die Grundlage für die spätere Teilung des Ortsgebietes bildete. Erstmals urkundlich erwähnt wird Faverois im Jahr 1295. In der ersten Hälfte des 14. Jahrhunderts gelangte das Dorf unter die Oberhoheit der Habsburger. Der westliche Teil gehörte nun zur Herrschaft Delle, der östliche zur Herrschaft Florimont.
Während des Dreißigjährigen Krieges wurde das Dorf von schwedischen Truppen geplündert und verwüstet. Zusammen mit dem Sundgau kam Faverois mit dem Westfälischen Frieden 1648 an die französische Krone. Seit 1793 gehörte Faverois zum Département Haut-Rhin, verblieb jedoch 1871 als Teil des Territoire de Belfort im Gegensatz zum restlichen Elsass bei Frankreich.

## Sehenswürdigkeiten
Die Kirche Saint-Urs et Saint-Sébastien wurde 1727 errichtet und besitzt eine reiche Ausstattung (siehe: Liste der Monuments historiques in Faverois) im Stil der Erbauungszeit. Im Ortskern sind verschiedene Häuser aus dem 18. Jahrhundert erhalten.

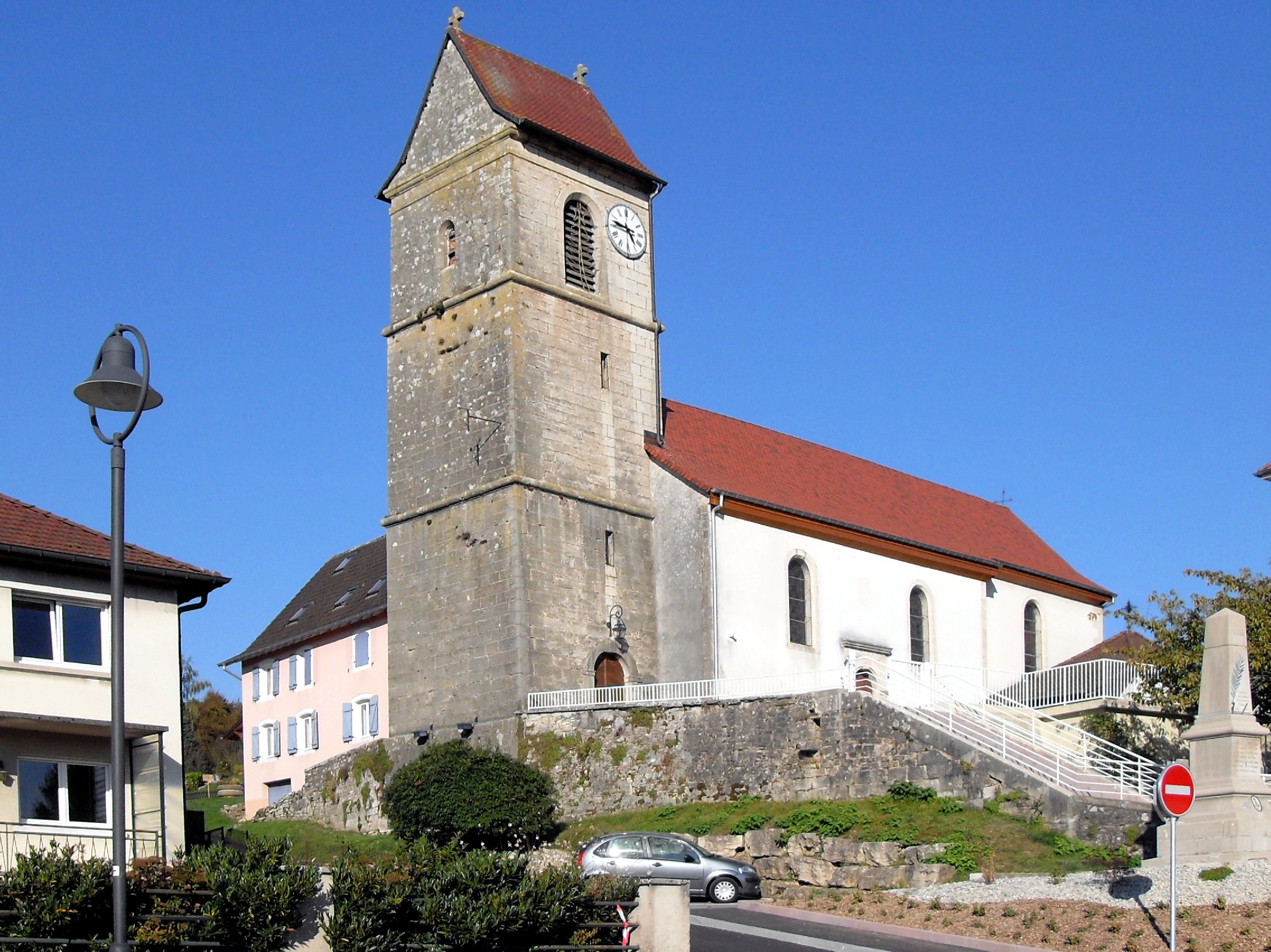
Kirche Saint-Urs et Saint-Sébastien

## Bevölkerung
| Jahr      | 1962 | 1968 | 1975 | 1982 | 1990 | 1999 | 2007 | 2020 |
| Einwohner | 427  | 392  | 392  | 406  | 427  | 451  | 498  | 586  |

Mit 592 Einwohnern (1. Januar 2022) gehört Faverois zu den kleinen Gemeinden des Départements Territoire de Belfort. Nachdem die Einwohnerzahl in der ersten Hälfte des 20. Jahrhunderts stets im Bereich zwischen 260 und 330 Personen gelegen hatte, wurde besonders von 1950 bis 1962 ein deutliches Bevölkerungswachstum verzeichnet. Nach einer längeren Zeit der Stagnation zeigt die Einwohnerzahl in den letzten Jahren wieder eine steigende Tendenz.

## Wirtschaft und Infrastruktur
Faverois war bis weit ins 20. Jahrhundert hinein ein vorwiegend durch die Landwirtschaft (Ackerbau, Obstbau und Viehzucht), die Fischzucht und die Forstwirtschaft geprägtes Dorf. Daneben gibt es heute verschiedene Betriebe des lokalen Kleingewerbes, unter anderem in der mechanischen Industrie. Mittlerweile hat sich das Dorf zu einer Wohngemeinde gewandelt. Viele Erwerbstätige sind deshalb Wegpendler, die in Delle und in den Agglomerationen Belfort und Montbéliard ihrer Arbeit nachgehen.
Die Ortschaft ist verkehrstechnisch gut erschlossen. Sie liegt an der Hauptstraße D463, die von Delle nach Saint-Louis führt. Der nächste Anschluss an die Autobahn A36 befindet sich in einer Entfernung von ungefähr 17 Kilometern. Weitere Straßenverbindungen bestehen mit Delle und Suarce.